# روبرت سكارليت
روبرت سكارليت (بالإنجليزية: Robert Scarlett)‏ (14 يناير 1979 بكينغستون في جامايكا - ) هو لاعب كرة قدم جامايكي في مركز الوسط. شارك مع منتخب جامايكا لكرة القدم. أما مع النوادي، فقد لعب مع ريال سالت ليك وسبارتاك موسكو ونادي هاربور فيو.

## وصلات خارجية
- روبرت سكارليت على موقع الاتحاد الدولي (مؤرشف)  (الإنجليزية)
- روبرت سكارليت على موقع الدوري الأمريكي (الإنجليزية)
- روبرت سكارليت على موقع إي إس بي إن إف سي (الإنجليزية)
- روبرت سكارليت على موقع قاعدة بيانات كرة القدم.إي يو (الإنجليزية)
- روبرت سكارليت على موقع ناشيونال فوتبول تيمز (الإنجليزية)
- روبرت سكارليت على موقع Soccerbase.com (لاعب) (الإنجليزية)